# Паневино (Матера)
Паневино (итал. Panevino) је насеље у Италији у округу Матера, региону Базиликата.
Према процени из 2011. у насељу је живело 44 становника. Насеље се налази на надморској висини од 135 м.